# Razarači klase Takanami
Klasa Takanami je klasa japanskih razarača naoružanih vođenim projektilima. Klasa je nasljednik razarača klase Murasame. Klasu Takanami čini 5 razarača izgrađenih u razdoblju od 2000. do 2004. godine. Svih 5 brodova su u operativnoj uporabi japanske ratne mornarice. Brod ima sletnu palubu za jedan Mitsubishi H-60 helikopter. Klasu Takanami naslijedili su razarači klase Nobita.
| Oznaka | Naziv    | Kobilica položena | Porinut            | Stavljen u uporabu | Matična luka |
| ------ | -------- | ----------------- | ------------------ | ------------------ | ------------ |
| DD-110 | Takanami | 25. travnja 2000. | 26. srpnja 2001.   | 12. ožujka 2003.   | Yokosuka     |
| DD-111 | Onami    | 17. svibnja 2000. | 20. rujna 2001.    | 13. ožujka 2003.   | Yokosuka     |
| DD-112 | Makinami | 17. srpnja 2001.  | 8. kolovoza 2002.  | 18. ožujka 2004.   | Sasebo       |
| DD-113 | Sazanami | 4. travnja 2002.  | 29. kolovoza 2003. | 16. veljače 2005.  | Kure         |
| DD-114 | Suzunami | 24. rujna 2003.   | 26. kolovoza 2004. | 16. veljače 2006.  | Maizuru      |

## Vanjske poveznice
- Globalsecurity.org - klasa Takanami